# Batman: Gotham Knight
Batman: Gotham Knight är en tecknad antologifilm som består av sex kortfilmer och utspelas mellan Christopher Nolans Batman Begins och The Dark Knight. Precis som The Animatrix är båda en samling kortfilmer med förhållande till sina respektive serier. Skådespelaren Kevin Conroy, som gav sin röst till Batman i DC Animated Universe, repriserar rollen som den Mörke Riddaren.

## Produktion
Fler japanska animationsstudior har varit inblandade i produktionen, som har en viss anime-känsla. Studiorna är Studio 4°C, Madhouse, Bee Train och Production I.G.

## Delarna i Batman: Gotham Knight
- Have I Got A Story For You
- Crossfire
- Field Test
- In Darkness Dwells
- Working Through Pain
- Deadshot